# トム・ラディ
トム・ラディ（Tom Luddy、本名Thomas E. Luddy、1943年6月4日 - 2023年2月13日）は、アメリカ合衆国の映画プロデューサー。テルライド映画祭の創始者でもあった。

## 来歴・人物
アメリカ・ニューヨーク州ニューヨークに生まれる。
カリフォルニア州バークレーでの学生生活の間、シネクラブをいくつか運営する。1967年、カリフォルニア州サウサリートでのアニエス・ヴァルダ監督の短篇映画『ヤンコ伯父さん』に出演する。翌1968年、バークレーで撮影していたジャン＝リュック・ゴダールとD・A・ペネベイカーの共同監督作品『ワン・アメリカン・ムービー』（1968年 - 1972年）にも出演する。1970年3月、ナオミ・ワイズらとともに、訪米したゴダールとジャン＝ピエール・ゴランにインタヴューをする。
実際の仕事としての映画界でのキャリアは、ニューヨークのブランドン・フィルムズ社での外国映画輸入業であった。1972年にバークレーに戻り、バークレー美術館の太平洋フィルムアーカイヴ（Pacific Film Archive）でプログラムの仕事をする。ハンス＝ユルゲン・ジーバーベルク（Hans-Jürgen Syberberg）監督の7時間半を超える大作『Hitler: A Film from Germany』（1978年）に関わる。
1979年、フランシス・フォード・コッポラ監督のアメリカン・ゾエトロープ・スタジオに移る。ゴダールが『勝手に逃げろ/人生』（1979年）や『パッション』（1980年）の出資に関してコッポラに話をしたときには、ラディが窓口になった。1981年にコッポラがプロデュースした、アベル・ガンス監督の大作無声映画『ナポレオン』（1927年）など、コッポラの特殊なプロジェクトにことごとく関わった。
1983年にはクリス・マルケル監督の日本に関するドキュメンタリー『サン・ソレイユ』に撮影助手として参加する。コッポラ、ジョージ・ルーカス製作総指揮による三島由紀夫の生涯を描いた『MISHIMA』（1985年）にプロデューサーとして参加する。
1985年に『ゴダールのリア王』（1987年）がゴダールにオファーされた時点でプロデューサーとしてメナヘム・ゴーランに雇われ、先行スピンアウト作品『ウディ・アレン会見』（1986年）をプロデュースする。ゴーランとの次作は、ゴダールも参加したオムニバス映画『パリところどころ』（1965年）のプロデューサーだったバルベ・シュレデールに、主演ミッキー・ローク、脚本チャールズ・ブコウスキーによる『バーフライ』を監督させる仕事だった。
テルライド映画祭をはじめ、いくつかの映画祭のディレクターをつとめ、1988年には第38回ベルリン国際映画祭、1993年には第46回カンヌ国際映画祭の審査員を務めた。
2023年2月13日にカリフォルニア州バークレーで死去した。79歳没。

## フィルモグラフィー
- ヤンコ伯父さん Oncle Yanco　短篇　1967年　出演　監督・脚本・出演アニエス・ヴァルダ
- ワン・アメリカン・ムービー One P.M.　1968年 - 1972年　出演　監督ジャン＝リュック・ゴダール、D・A・ペネベイカー
- SF/ボディ・スナッチャー Invasion of the Body Snatchers　1978年　出演（Ted Hendley役）　監督フィリップ・カウフマン、主演ドナルド・サザーランド
- Werner Herzog Eats His Shoe　短篇ドキュメンタリー　1980年　協力プロデューサー・出演　監督レス・ブランク、脚本・出演ヴェルナー・ヘルツォーク
- サン・ソレイユ Sans soleil　1983年　撮影助手　監督クリス・マルケル
- MISHIMA Mishima: A Life in Four Chapters　1985年　プロデューサー　監督・脚本ポール・シュレイダー、製作総指揮ジョージ・ルーカス、フランシス・フォード・コッポラ、製作・脚本レナード・シュレイダー、製作山本又一朗、主演緒形拳
- ウディ・アレン会見 Meetin' WA　短篇　1986年　プロデューサー　監督ジャン＝リュック・ゴダール、出演ウディ・アレン
- バーフライ Barfly　1987年　プロデューサー　監督・製作バーベット・シュローダー、脚本チャールズ・ブコウスキー、撮影ロビー・ミューラー、主演ミッキー・ローク
- タフガイは踊らない Tough Guys Don't Dance　1987年　製作総指揮　監督・脚本・原作ノーマン・メイラー、共同製作総指揮フランシス・フォード・コッポラ、製作メナヘム・ゴーラン、ヨーラム・グローバス、出演ライアン・オニール、イザベラ・ロッセリーニ
- ゴダールのリア王 King Lear　1987年　協力プロデューサー　監督・脚本・出演ジャン＝リュック・ゴダール、脚本・出演ノーマン・メイラー、原作ウィリアム・シェークスピア、製作メナヘム・ゴーラン、ヨーラム・グローバス、出演モリー・リングウォルド、レオス・カラックス、ジュリー・デルピー、ウディ・アレン
- ポワカッツィ Powaqqatsi　ドキュメンタリー　1988年　協力プロデューサー　監督・脚本・製作ゴッドフリー・レジオ、製作総指揮フランシス・フォード・コッポラ、ジョージ・ルーカス、音楽フィリップ・グラス
- マニフェスト Manifesuto　1988年　製作総指揮　監督・脚本ドゥシャン・マカヴェイエフ、原作エミール・ゾラ、製作メナヘム・ゴーラン、ヨーラム・グローバス
- ウィンター・テイル Wait Until Spring, Bandini　1989年　プロデューサー　監督・脚本ドミニク・デリュデレ、出演フェイ・ダナウェイ　アメリカ・イタリア・フランス・ベルギー合作
- Common Threads: Stories from the Quilt　ドキュメンタリー　1989年　特別協力　監督・製作ロバート・エプスタイン、ジェフリー・フリードマン　※第62回アカデミー賞長篇ドキュメンタリー映画賞受賞
- ウインズ Wind　1992年　プロデューサー　監督キャロル・バラード、製作総指揮フランシス・フォード・コッポラ、フレッド・フックス、製作山本又一朗、主演マシュー・モディーン
- 秘密の花園 The Secret Garden　1993年　プロデューサー　監督アニエスカ・ホランド、原作フランシス・ホジソン・バーネット、製作総指揮フランシス・フォード・コッポラ、製作フレッド・フックス、フレッド・ルース
- Rupa u dusi　1994年　協力　監督・出演ドゥシャン・マカヴェイエフ、出演ポール・ヤマモト
- ミ・ファミリア My Family　1995年　製作総指揮　監督グレゴリー・ナヴァ、撮影エドワード・ラックマン、出演エドワード・ジェームズ・オルモス、ジェニファー・ロペス
- Lanai-Loa　1998年　製作総指揮　監督・製作シャーウッド・フー、共同製作総指揮フレッド・フックス、製作フランシス・フォード・コッポラ、ウェイン・ワン、主演アンガス・マクファーデン
- A Brief History of Errol Morris　ドキュメンタリー　2000年　出演　監督ケヴィン・マクドナルド、製作コリン・マッケイブ、出演エロール・モリス、ヴェルナー・ヘルツォーク、フィリップ・グラス

## 註
1. ↑  英語版参照
2. ↑  Complete Document Citationでインタビュー全文が閲覧できる。
3. ↑  IMDbにあるBiography for Tom Luddyでの記述は誤りで、ベルリンとカンヌの年号が逆である。
4. ↑  “Tom Luddy Dies: Telluride Film Festival Co-Founder And Producer Was 79” (英語). DEADLINE. (2023年2月14日) 2023年2月15日閲覧。